# ロックよ、静かに流れよ
『ロックよ、静かに流れよ』（ロックよ、しずかにながれよ）は、吉岡紗千子による手記。1984年7月に径書房より刊行された。また、それを原作とする1988年公開の東宝配給による映画。

## 概要
ロック好きな高校生の青春群像を描く、長野県松本市で起きた実話を小説としたもの。1988年に同名で映画化され、その後「ロックよ、静かに流れよ PART2 人間ってやり直せるんだねミネさ!」が出版されている。

## あらすじ
一人の友人の死。非行少年と目された仲間たちは追悼コンサートを計画する。そのなかで彼らは見事に成長していく。胸の奥底に輝く宝石を秘め、力強く生きる少年たちの姿を描いた痛快読み物。

## 映画

### 概要
プルミエ・インターナショナル、ジャニーズ事務所製作。監督は長崎俊一。脚本は「九月の冗談クラブバンド」の長崎俊一と北原陽一による共同執筆。撮影は「パッセンジャー　過ぎ去りし日々」の杉村博章が担当。男闘呼組としては初主演映画となった（前田のみ「いとしのエリー」での主演経験あり）。
原作は長野県松本市での実話だが、同県安曇野市（旧豊科町）も映画のロケ地となっている。本作公開後、男闘呼組は松本市で数回ライブを行っている。
2019年5月10日、映画公開30周年記念イベントとして、記念上映および、長崎俊一と岡本健一によるスペシャルトークショーが池袋HUMAXシネマズにて行われた。同イベントにて岡本は「男闘呼組っていうのは、この映画をやったことによって男闘呼組ができたというか。もともと、自分たちは、トンダとミネサと俊介、トモ、本当にああいう人たちだったんですよ（笑）。長崎監督とやって、『ああ、こうやって生きていいんだ』っていうのを解放されて『ああ、俺らはずっとこの路線でいこう』と、この映画で決まりましたね。」と話し、男闘呼組のターニングポイントとなった作品だと語った。またサプライズで岡本のギター弾き語りによる「不良」「LONELY…」が披露された。また、当時芸能活動を引退していた成田昭次から、同イベントに向けたコメントがあったと発表した。
2021年2月16日から5月5日に実施された国立映画アーカイブの上映企画「1980年代日本映画――試行と新生」にて、本作が同年2月21日、3月12日、4月22日の3回上映された（一部予定）。3月12日にはプロデューサーである増田久雄が上映前挨拶に登場した。

### あらすじ
両親の離婚がもとで、母・妹とともに東京から長野県松本市へ引っ越してきた高校生の俊介。転校早々、ツッパリのミネさとトンダからケンカを売られるが、それもいつしか友情へと変わっていった。そこへ仲間のトモを加えた４人はロックという共通の夢で強く結びついていく。やがて4人はバンドを結成するのだが……。

### キャスト
- 片岡俊介：岡本健一
- 大峰武（ミネさ）：成田昭次
- 戸田務（トンダ）：高橋一也
- 友成拓也（トモ）：前田耕陽
- 片岡沙代：あべ静江
- 片岡みどり：磯崎亜紀子
- 大峰和子：内田あかり
- 秋山：渡辺正行
- 由美：大寶智子
- 島崎：魁三太郎
- 野村先生：内藤剛志
- 大川先生：清水幹雄
- 石田先生：諏訪太朗
- 校長先生：鈴木瑞穂
- 磯山：寺尾聰
- 代々木公園の少年たち：光GENJI
- 青木和代、木村翠、寺島進　ほか

### スタッフ
- 監督：長崎俊一
- 製作者：ジャニー喜多川、増田久雄
- 脚本：長崎俊一、北原陽一
- 原作：吉岡紗千子
- 撮影：杉村博章
- 美術：尾関龍生
- 音楽：義野裕明
- 音楽プロデューサー：蛎崎広柾
- 録音：弦巻裕
- 照明：佐藤勝彦
- 編集：大島ともよ
- 助監督：崎田憲一、小林のぞみ
- 音響効果：帆刈幸雄、丹雄二
- 制作担当：磯村達也
- 制作デスク：綾井てるみ、飯島三智（ジャニーズ事務所）
- 視覚効果：白組
- カースタント：タケシレーシング
- 楽曲提供：ジャニーズ出版
- MA：アオイスタジオ
- 現像：IMAGICA
- プロデュース：佐倉寛二郎
- ロケ協力：豊科町

### 主題歌
- 男闘呼組「CROSSIN' HEART」（発売元：BMGビクター）

映画公開時は音源化されておらず、エンディングテロップでの表記タイトルは 「CROSSIN' HEART」だった。また、ボーカル分担はのちのレコード音源とは一部異なっている。当時、ポニーキャニオンの協力を得て、プロモーション用の非売品EP（品番：PR-118）が『ロックよ、静かに流れよ -CROSSIN' HEART-』のタイトルで制作された。カップリング曲は映画の挿入歌『LONELY...』。1988年8月24日発売の男闘呼組によるデビューシングル『DAYBREAK』のカップリング曲として『ロックよ静かに流れよ -Crossin' Heart-』のタイトルで収録された。

### 挿入曲
- 男闘呼組「LONELY...」（エンディング）、「ROLLIN' IN THE DARK」、「ルート・17」
- 光GENJI「ガラスの十代」

### 受賞歴
- 第12回日本アカデミー賞 作品部門話題賞[5][6]
- 第10回ヨコハマ映画祭 作品賞、監督賞、新人賞
- 第62回キネマ旬報ベスト・テン 第4位
- 第43回毎日映画コンクール スポニチグランプリ新人賞、音楽賞
- 第3回高崎映画祭 若手監督グランプリ

### 映像作品
- VHSビデオ（東宝ビデオ TG1777）
- レーザーディスク （東宝ビデオディスク TLL2069）
- 音楽イメージビデオ『BEST FRIEND』（ポニーキャニオン V58M 1539）

2024年現在、未DVD、ブルーレイ化商品。

### 同時上映
- 「少年武道館」
- 出演：少年御三家（男闘呼組、光GENJI、少年忍者）